# Konkrecja polimetaliczna

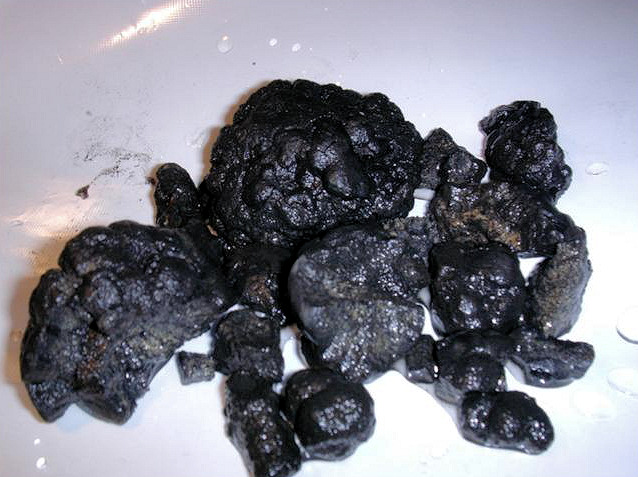

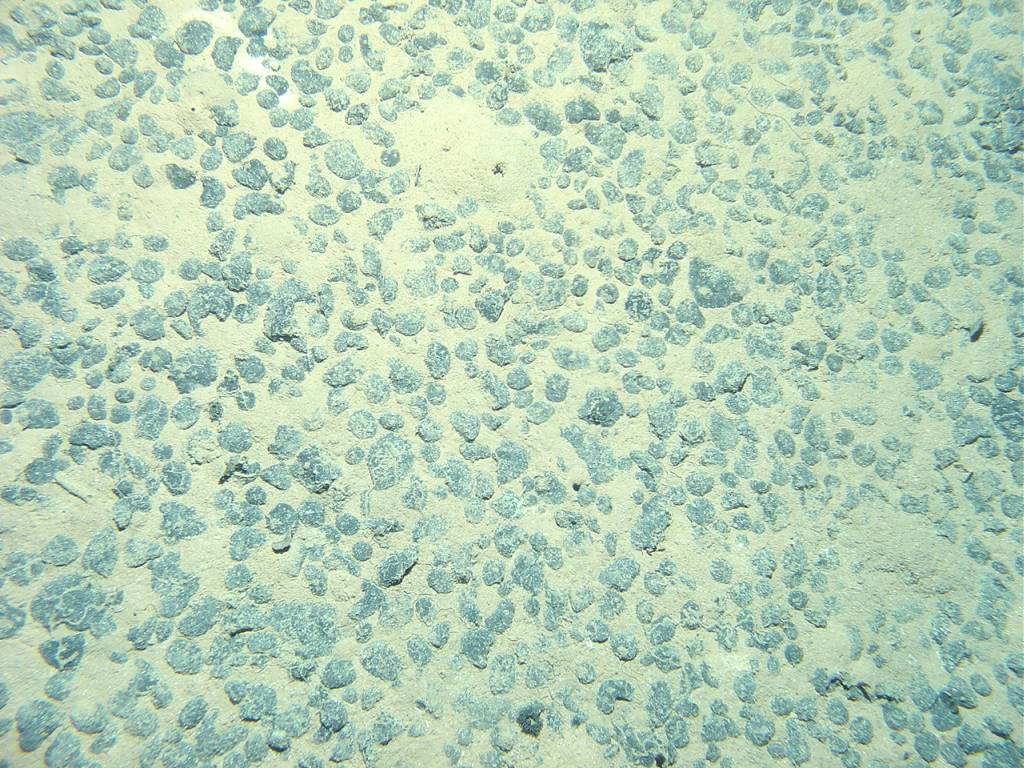
Konkrecje na dnie oceanu

Konkrecje polimetaliczne lub też konkrecja manganowa – są to konglomeraty składające się z różnych pierwiastków (skład zależy od miejsca powstania), występujące na dnie oceanów.
Powstają zwykle wokół zarodka, którym najczęściej są:
1. zarodki pochodzenia biogenicznego: zęby rekina, fragmenty muszli, czy kosteczki uszu,
2. zarodki pochodzenia mineralnego: fragmenty innych konkrecji, okruchy skał wulkanicznych, itp. (Depowski, 1998).

Ze względu na ich skład chemiczny (duża zawartość manganu, żelaza, niklu, kobaltu, miedzi a także pierwiastków ziem rzadkich) stanowią perspektywiczne źródło surowców metalicznych. Rozmiar ich wynosi najczęściej od 1 do 15 cm, choć zdarzają się także  osiągające masę 500 kg i rozmiary ponad 0,5 m (Depowski, 1998).
Konkrecje tworzą się poprzez narastanie powoli materiału, którym jest bardzo porowata mieszanina organiczno – metaliczna, którego pory wypełniają minerały ilaste. Szybkość z jaką przyrastają kolejne warstwy konkrecji na dnie Pacyfiku wynosi około 5 – 15 mm/106 lat. Z obecnych badań wynika, że gęstość konkrecji w stanie suchym, zmienia się w zakresie 1,22 – 1,39 g/cm³, stąd średnia gęstość konkrecji  w stanie mokrym wynosi 1,94 g/cm³, a ich twardość w skali Mohsa wynosi 2,5 – 3,0 przy wilgotności 28 – 35%. Co wskazuje, że konkrecje są bardzo kruche a wysuszone szybko rozpadają się.
Powierzchnie, na których zalegają to dna oceanów o głębokości 4000–6000 m. Przy czym, w zależności od rejonu i oceanu jest różna konkrecjonośność (masa konkrecji przypadająca na m²) pól. Pole rudonośne to takie obszary, dla których wspomniany wskaźnik wynosi, co najmniej 5 kg/m². Obecne rozpoznanie geologiczne, uzasadnia perspektywę eksploatacji następujących 6 pól:
- Clarion – Clipperton,
- Peruwiańskie (rejon wschodni),
- Kalifornijskie,
- Menarda,
- Centralnopacyficzne,
- Centralnoindyjskie.

Na podstawie konwencji o prawie oceanicznym (United Nations Convention on the Law of the Sea) podpisanej w 1982 roku przez Międzynarodową Organizację Dna Morskiego ONZ (International Seabed Authority), na Oceanie Spokojnym wydzielono działki na dnie których znajdują się konkrecje manganowe. Polska jako kraj członkowski jest również współposiadaczem takiej działki, w wyniku czego została zobowiązana do opracowania technologii wydobycia konkrecji manganowych z dna oceanu. Polska działa w ramach konsorcjum, Interoceanmetal Joint Organization (www.iom.gov.pl| IOM) z siedzibą w Szczecinie, zrzeszającego takie kraje jak: Czechy, Polska, Rosja, Słowacja, Bułgaria, Kuba.
Obecnie rozpatrywane problemy to:
- wpływ wydobycia na środowisko naturalne,
- techniczno-ekonomiczne studium wykonalności,
- urządzenie zbierające (kombajn podmorski),
- transport na powierzchnię oceanu (rozpatruje się przede wszystkim transport hydrauliczny – patrz bibliografia),
- projekty wstępne jednostki wydobywczej,
- przeróbka rudy (hydrometalurgia, pirometalurgia).

Jesienią 2021 przystąpiono do przebudowy statku wiertniczego na pierwszy statek do pozyskiwania konkrecji.